# 柘植町
柘植町（つげまち）は、三重県阿山郡にあった町。東海地方・近畿地方では珍しく自治体の町の読みが「まち」だった。現在の伊賀市の北東端にあたる。本項では町制前の名称である東柘植村（ひがしつげむら）についても述べる。

## 地理
- 山岳：油日岳、霊山
- 河川：柘植川

## 歴史
- 1889年（明治22年）4月1日 - 町村制の施行により、上柘植村・野村・中柘植村・上村の区域をもって阿拝郡東柘植村が発足。大字上柘植に村役場を設置。
- 1896年（明治29年）4月1日 - 郡の統廃合により、所属郡が阿山郡に変更。
- 1942年（昭和17年）7月1日 - 東柘植村が町制施行・改称して柘植町となる。大字上柘植を柘植と改称。大字柘植に町役場を設置。
- 1955年（昭和30年）8月1日 - 阿山村の一部（大字小杉）を編入。
- 1956年（昭和31年）8月1日 - 鈴鹿郡関町の一部（加太一ツ家）を編入。
- 1959年（昭和34年）3月20日 - 春日村と合併して伊賀町が発足。同日柘植町廃止。

## 首長
東柘植村長
- 福地銭吉[1]

## 経済

### 産業
農業
『大日本篤農家名鑑』によれば東柘植村の篤農家は、「福地銭吉、藤井圓次郎、梅田竹次郎、梅澤梅次郎」などがいた。

## 地域
- 柘植町立柘植小学校
- 柘植町立柘植中学校

## 交通

### 鉄道路線
- 日本国有鉄道
  - 関西本線
  - 草津線
    - 柘植駅

### 道路
- 二級国道163号大阪四日市線
- 三重県道6号主要地方道草津柘植線

## 出身・ゆかりのある人物
- 福地銭吉（衆議院議員）[1]
- 藤島範平（旧姓・山内、工学博士、横浜船渠社長、帝国海事協会理事長）[3] - 本籍は東柘植村大字中柘植[3]。作家藤島泰輔の祖父。ジャニーズ事務所代表取締役社長藤島ジュリー景子の曽祖父。